# Miloš Timotijević
Miloš Timotijević (v srbské cyrilici Милош Тимотијевић; * 9. března 1975, Bělehrad, SFRJ) je srbský filmový, televizní a divadelní herec.
Jeho herecká kariéra začala v roce 1995, kdy si v seriálu Konec obrenovické dynastie zahrál epizodní roli.
Žije v Belehradě, kde v roce 1999 na Fakultě dramatických umění na bělehradské univerzitě umění promoval.

## Kariéra
Miloš Timotijević účinkoval v mnoha úspěšných domácích filmech, jako například Vlažnost, Shadows over Balkan, Besa, Jižní vítr, či Vojna akademija.